# Liam Moore
Pour les articles homonymes, voir Moore.
Liam Moore, né le 31 janvier 1993 à Loughborough, est un footballeur anglais qui évolue au poste de défenseur.

## Biographie
Liam Moore est formé à Leicester City. Il est prêté en 2011 à Bradford City, en quatrième division, puis en 2013 à Brentford, en troisième division.
Le 1er septembre 2015 il est prêté à Bristol City.
Le 8 novembre 2012, il fait ses débuts en faveur de l'équipe d'Angleterre espoirs.
Le 20 août 2016, il rejoint Reading.

## Palmarès
- Leicester City
  - Champion d'Angleterre de D2 en 2014.